# Marilia spinosula
Marilia spinosula är en nattsländeart som beskrevs av Oliver S. Flint Jr. 1996. Marilia spinosula ingår i släktet Marilia och familjen böjrörsnattsländor. Inga underarter finns listade i Catalogue of Life.